# 長宏邨
長宏邨（英語：Cheung Wang Estate）是香港的一個公共屋邨，項目編號為TW26NR，位於新界葵青區青衣島西面（青衣第10區），於2001年開始入伙。前身為青欣臨時房屋區，於1988年入伙，並於1997-99年清拆。現時由領先物業管理公司管理。

## 簡介
長宏邨屬青衣島內第五個大型的公共屋邨。在整個青衣島的住宅中，地勢為最高，在原有發展大綱中，該處本計劃興建中型醫院。有鑑於長宏邨於青衣西面的半山上，本邨除鄰近長亨商場外，基本設施十分缺乏，房委會於2003年將邨內的貨車停車場改建成六間零售商舖，為邨內居民提供基本的生活需要，現由領展持有及管理。
長宏邨其他設施包括三個兒童遊樂場、一個籃球場及羽毛球場。屋邨設有有蓋行人通道及天橋連接各座樓宇及長亨邨。
值得一提的是，長宏邨擁有全港首批落成的新和諧一型大廈，早於2003年7月已經竣工，為極少數裝潢水平尚未被降格的同款大廈，並與健明邨同屬唯一一批於天台設有裝飾的同類型大廈。

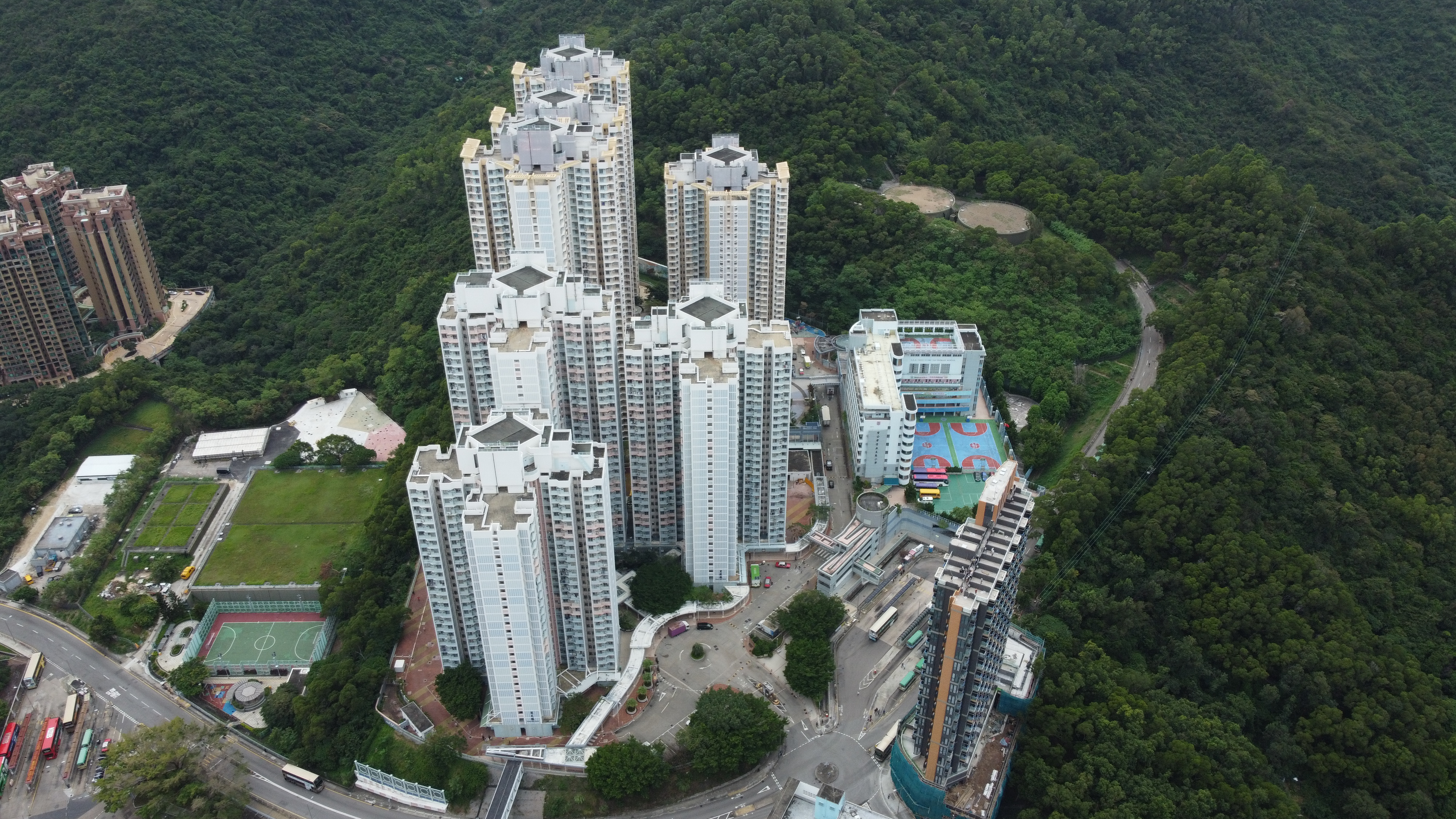
航拍角度的長宏邨

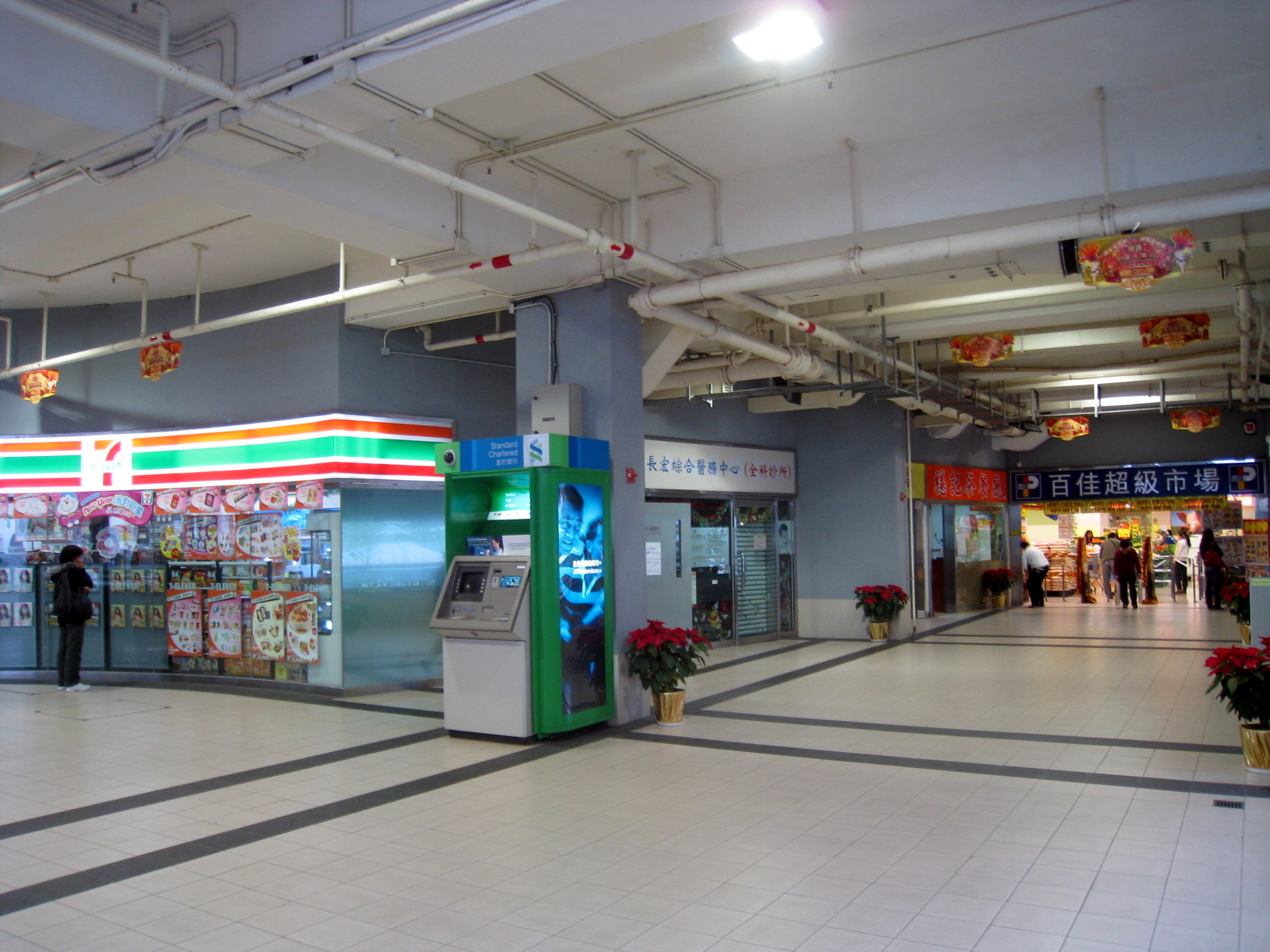
長宏邨商舖

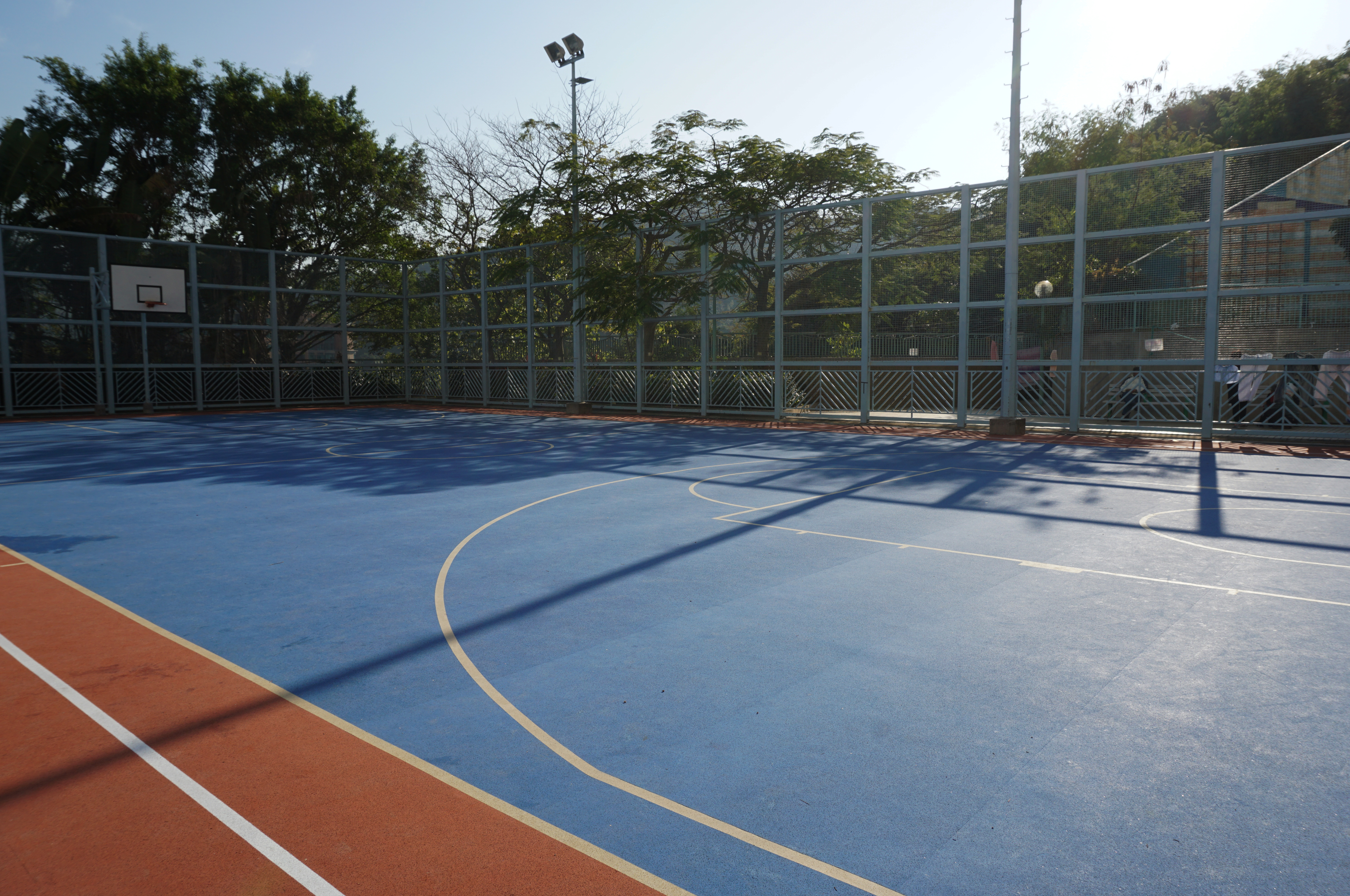
籃球場

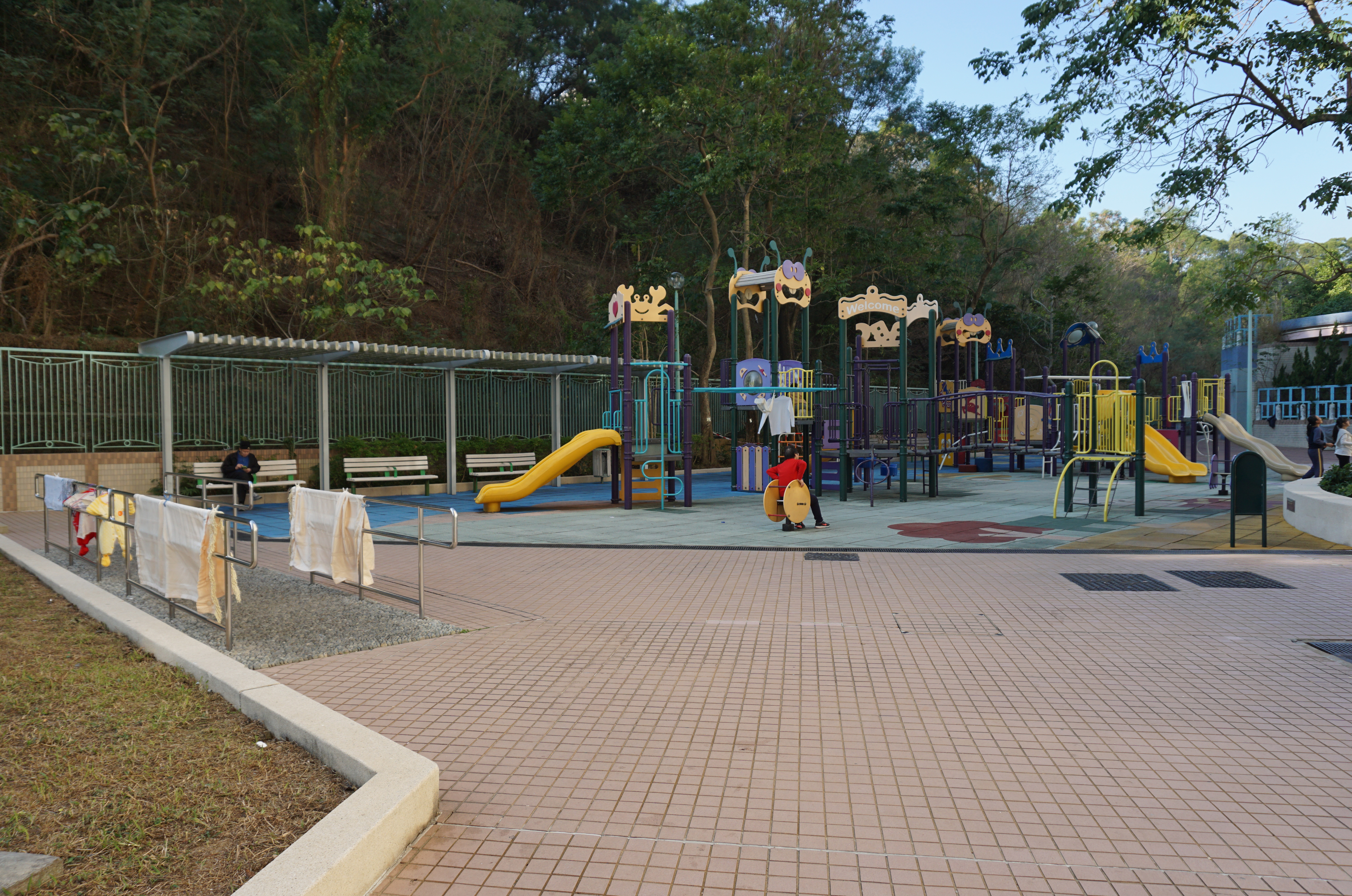
卵石路步行徑及兒童遊樂場

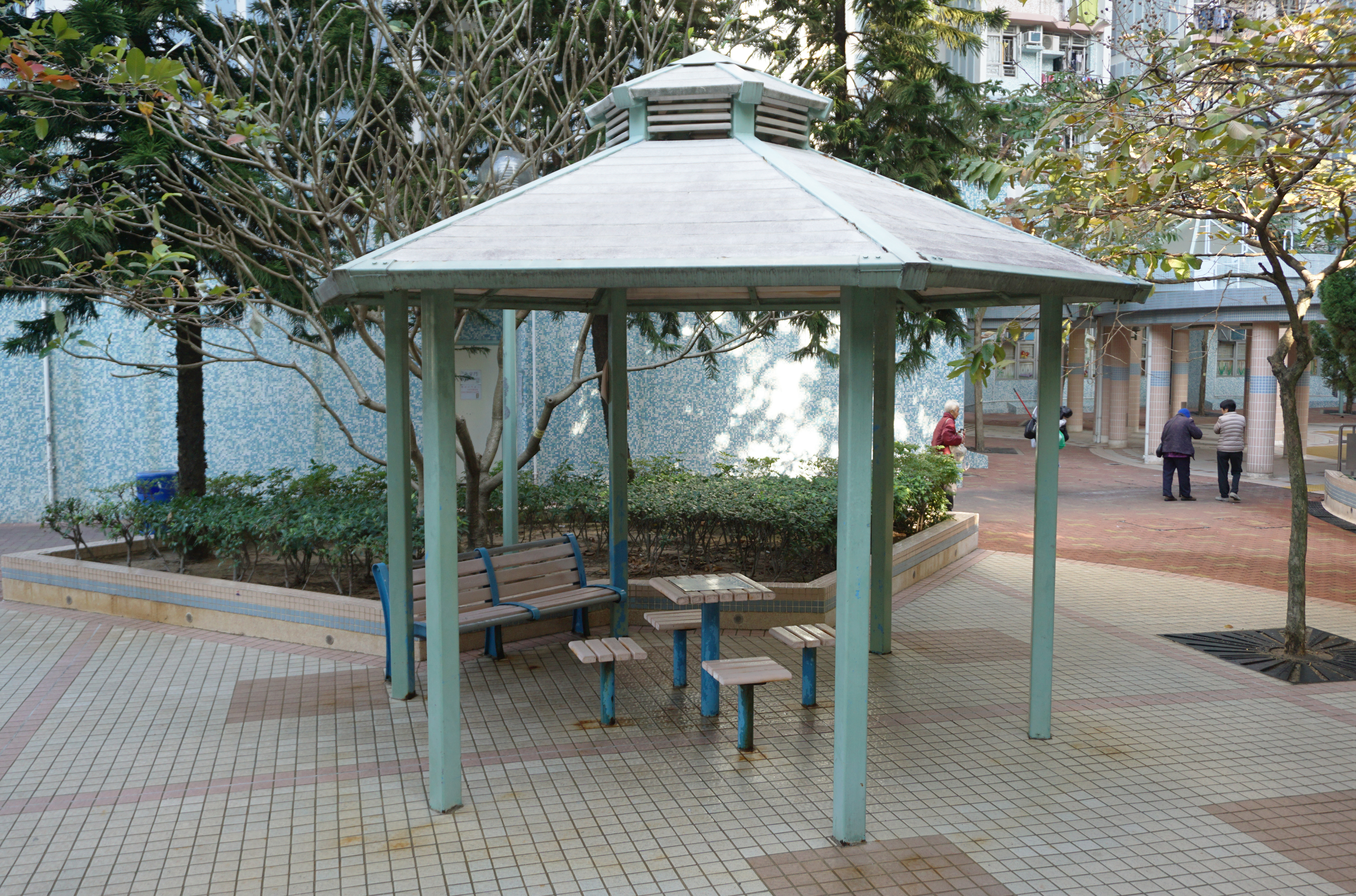
涼亭及棋藝區

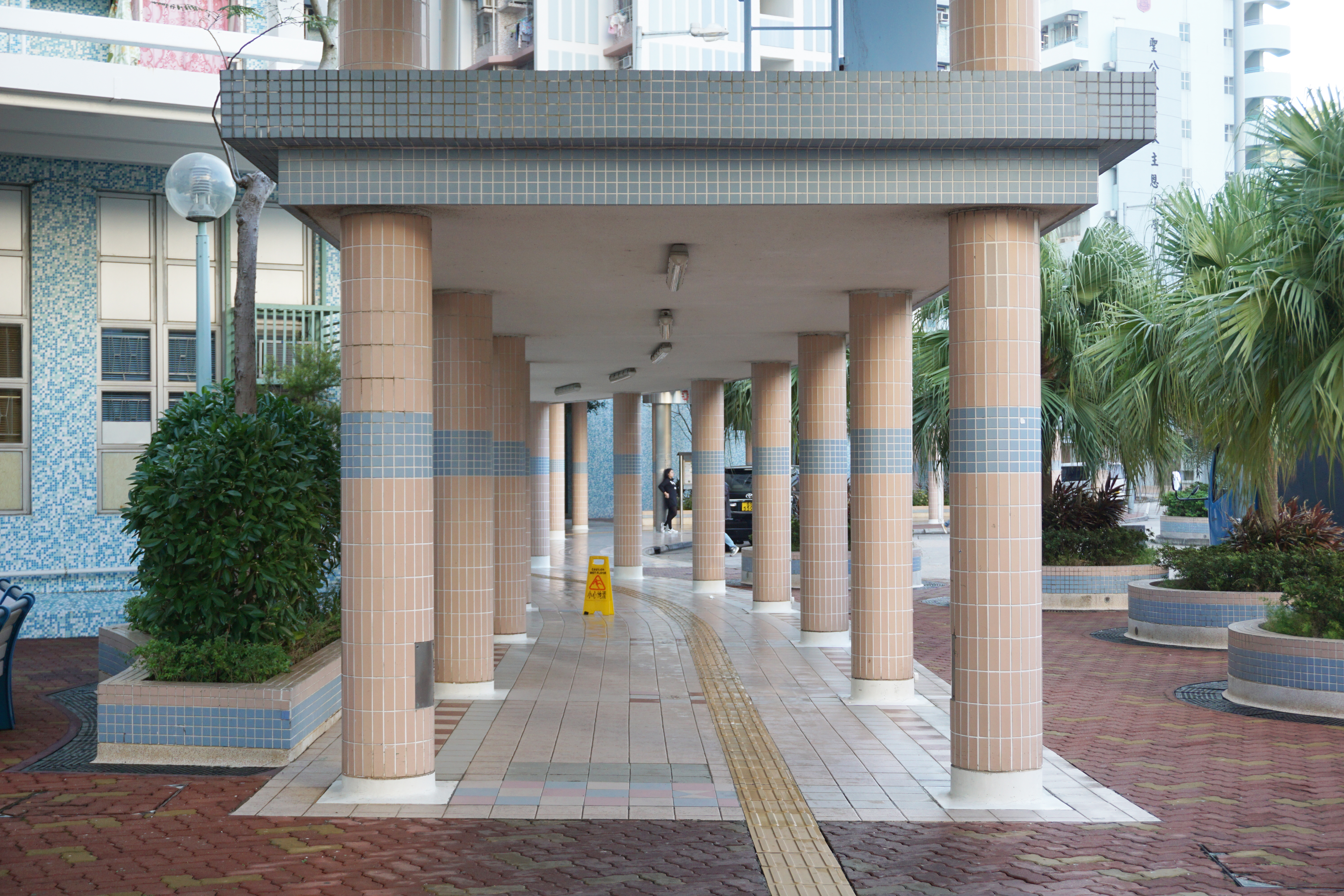
有蓋行人通道
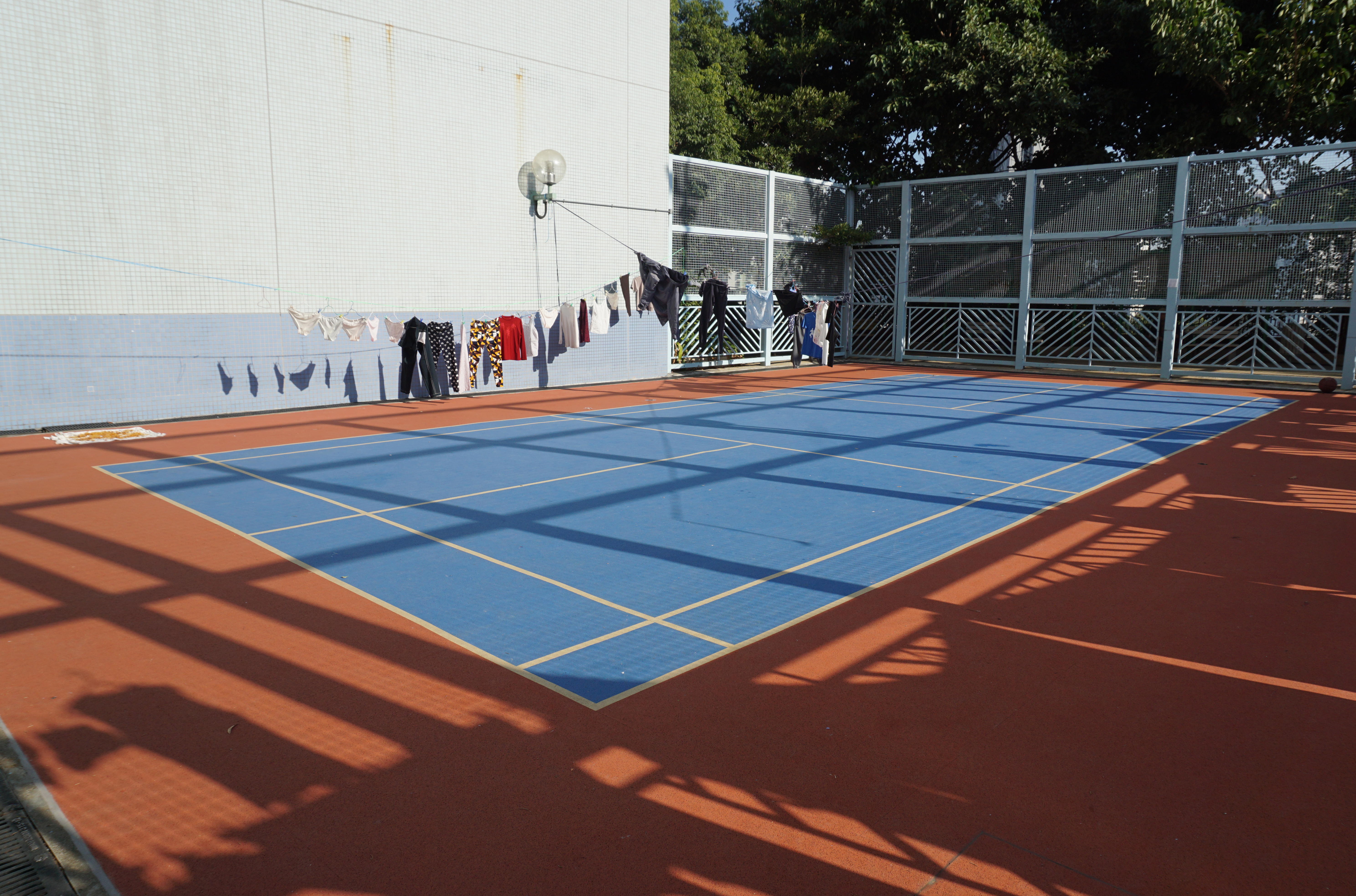
羽毛球場
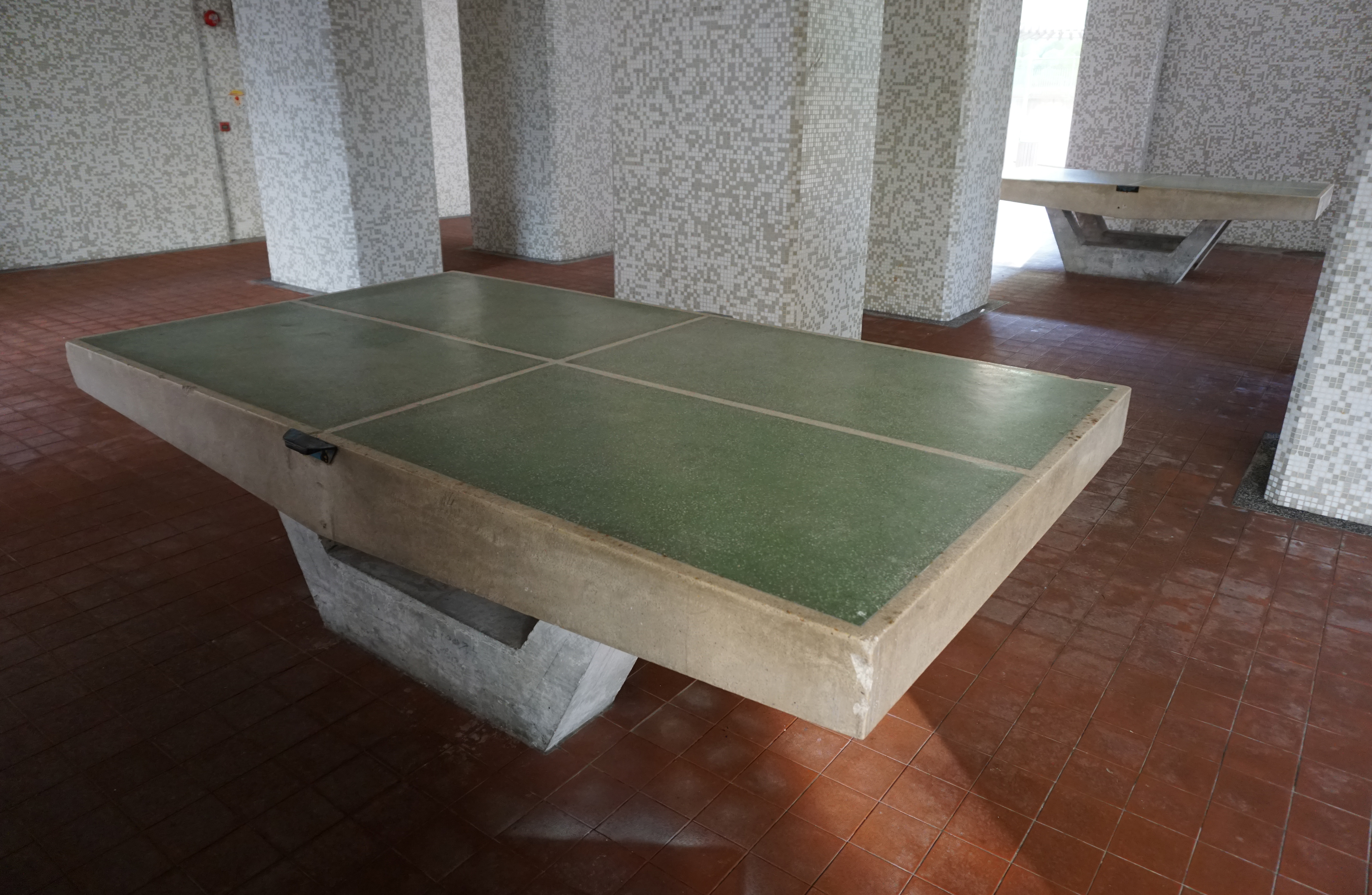
乒乓球枱
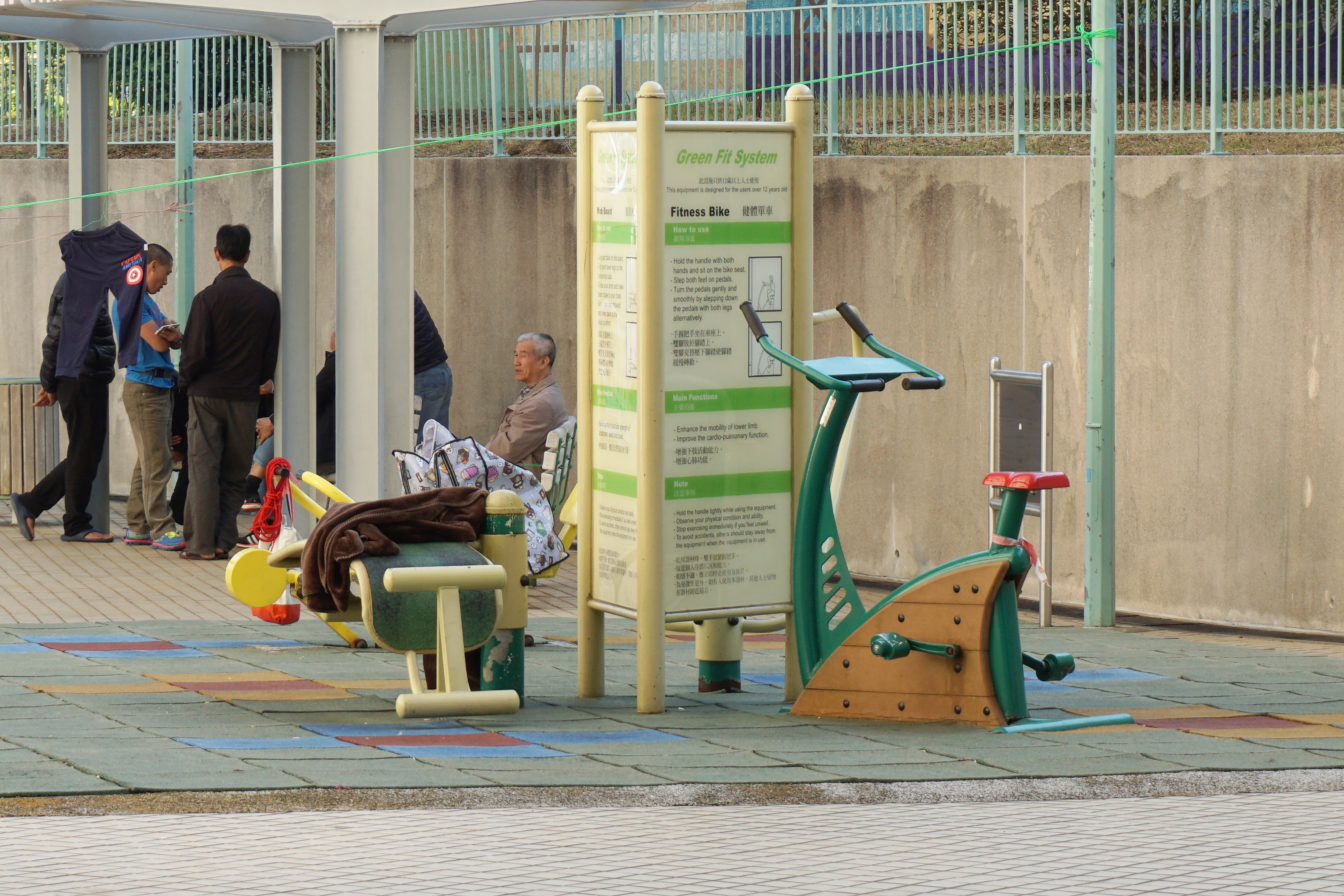
健體區
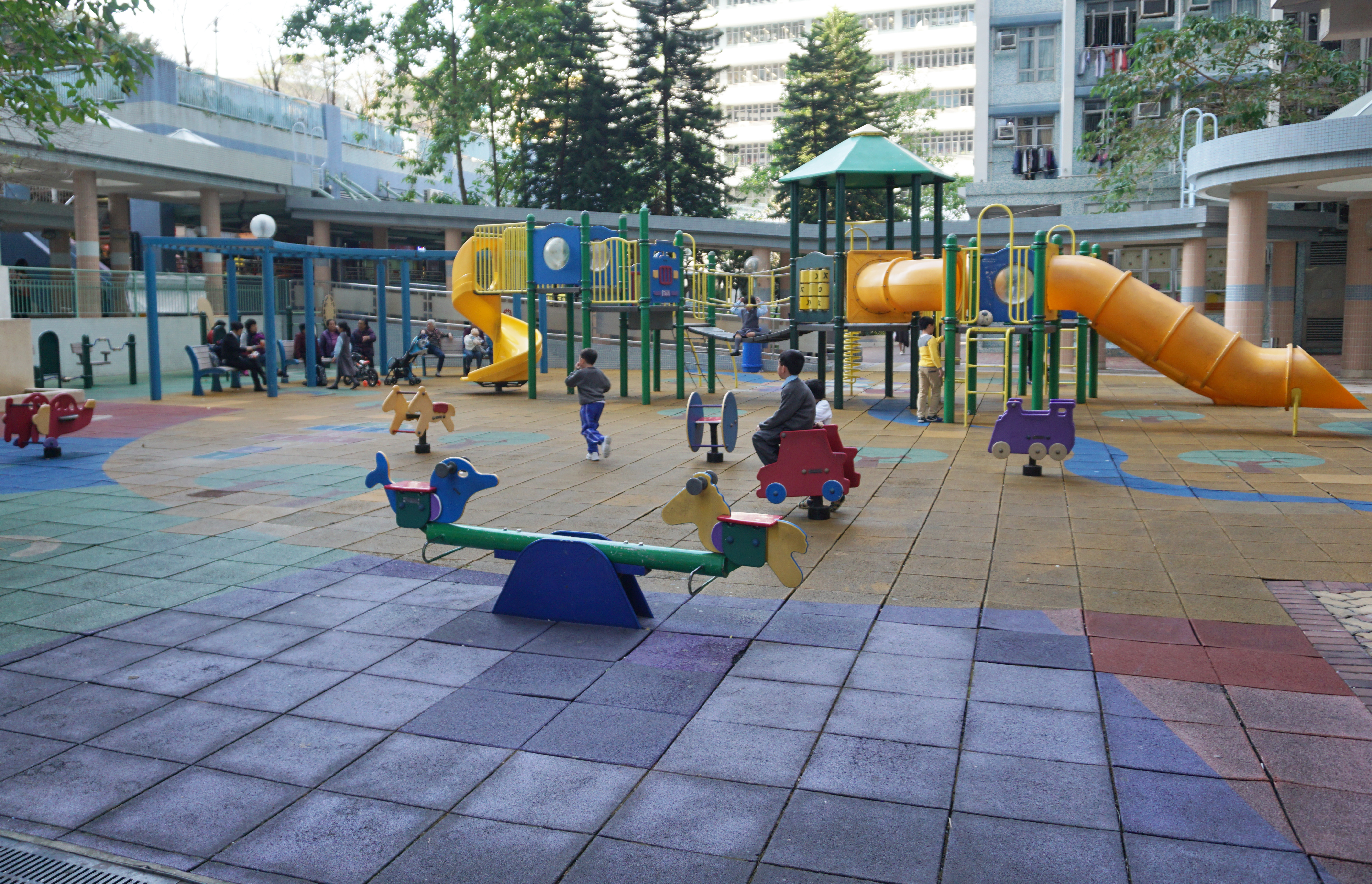
兒童遊樂場及健體區（2）
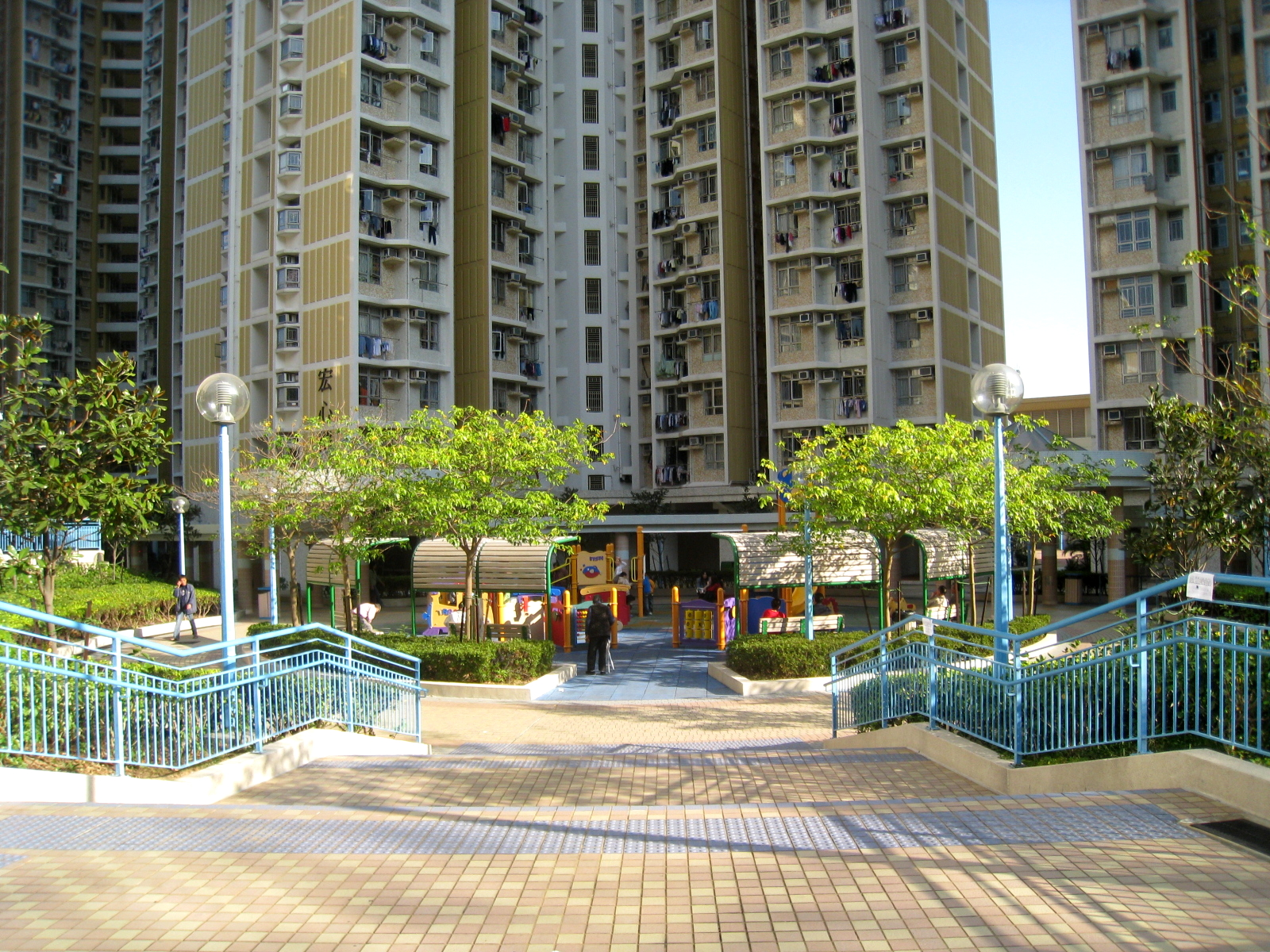
兒童遊樂場（3）

## 屋邨資料

### 樓宇
| 樓宇名稱（座號）           | 樓宇類型                    | 落成年份 | 層數 | 每層伙數 | 每座單位總數（伙） | 建築師                   | 承建商                   | 提供升降機的廠商 | 期數 |
| -------------------------- | --------------------------- | -------- | ---- | -------- | ------------------ | ------------------------ | ------------------------ | ---------------- | ---- |
| 宏文樓（第1座） （英語：Wang Man House） | 和諧一型第六款 （第三代半） | 2001年   | 24   | 20       | 479                | 房屋署總建築師           | 西松建設株式會社         | 通力             | 1    |
| 宏正樓（第2座） （英語：Wang Ching House） | 和諧一型第六款 （第三代半） | 2001年   | 30   | 20       | 599                | 房屋署總建築師           | 西松建設株式會社         | 通力             | 1    |
| 宏毅樓（第3座） （英語：Wang Ngai House） | 和諧一型第六款 （第三代半） | 2001年   | 26   | 20       | 519                | 房屋署總建築師           | 西松建設株式會社         | 通力             | 1    |
| 宏勇樓（第4座） （英語：Wang Yung House） | 新和諧一型第三款            | 2003年   | 38   | 20       | 759                | 羅麥莊馬（香港）有限公司 | 中國海外房屋工程有限公司 | 東芝             | 2    |
| 宏心樓（第5座） （英語：Wang Sum House） | 新和諧一型第三款            | 2003年   | 35   | 20       | 699                | 羅麥莊馬（香港）有限公司 | 中國海外房屋工程有限公司 | 東芝             | 2    |
| 宏意樓（第6座） （英語：Wang Yee House） | 新和諧一型第六款            | 2003年   | 35   | 20       | 699                | 羅麥莊馬（香港）有限公司 | 中國海外房屋工程有限公司 | 東芝             | 2    |
| 宏善樓（第7座） （英語：Wang Sin House） | 新和諧一型第六款            | 2003年   | 26   | 20       | 519                | 羅麥莊馬（香港）有限公司 | 中國海外房屋工程有限公司 | 東芝             | 2    |

值得注意是，宏文樓、宏正樓與宏毅樓在地圖上實際上是同一幢建築，但實際僅有前兩者相連，後者為獨立建築；三座大廈為2000年版第三代半和諧式，於每層大堂位置設一條平衡陣，單位廚廁改為類似新和諧式的設計，但單位面積不變。

## 教育設施

### 幼稚園
- 平安福音堂幼稚園（青衣） （2001年創辦）（長宏邨宏正樓及宏毅樓地下）

### 小學
- 聖公會青衣主恩小學（建於屋邨兩層停車場之上）

## 外部連結
- 房委會物業位置及資料 長宏邨 （页面存档备份，存于）
- .   [2019-08-03]. （原始内容存档于2002-09-15）.